# بليتشر ريبورت
بليتشر ريبورت (غالبًا ما يتم اختصاره بـ B/R) هو موقع يركز على الرياضة والثقافة الرياضية. يقع مقرها الرئيسي في سان فرانسيسكو، ولها مكاتب في مدينة نيويورك ولندن.